# Adda (Buffbach)
Die Adda ist ein Meliorationsgraben und orographisch linker
Zufluss des Buffbachs auf der Gemarkung der Gemeinde Niemegk im Landkreis Potsdam-Mittelmark in Brandenburg. Sie entspringt auf einer Wiesenfläche, die sich nordöstlich des Niemegker Gemeindeteils Hohenwerbig befindet. Von dort verläuft sie in nordwestlicher Richtung auf das Gemeindezentrum von Niemegk zu. Sie schwenkt in westliche Richtung, unterquert die Wittenberger Straße und entwässert in den Buffbach.